# Стерилізація жінки
Стериліза́ція жі́нки — як і статева стерилізація, методи позбавлення людини жіночої статі здатності до відтворення. Загалом, коли вживають термін стерилізація жінки, йде мова про хірургічний метод, яким повністю перекривають просвіт маткових труб та пересікають їх.

## Види
Існують основні три методи стерилізації жінки: хірургічні, медикаментозні та радіаційні.
Один з методів хірургічної стерилізації, що припускає створення непрохідності маткових труб хірургічним шляхом. У цьому випадку сперматозоїди не можуть досягти яйцеклітини. Лібідо, здатність до зносин і оргазму зберігається. Зберігаються і менструації. Операція, як правило, необоротна. Рекомендується жінкам, які вже мають дітей і не бажають у майбутньому завагітніти.
За хірургічним доступом до маткових труб:
- лапаротомний
- лапароскопічний
- пельвіскопічний (доступ через надріз у піхві, інколи кульдоскопічний)
- ендосокпічний:
  - гістероскопічна стерилізація (через порожнину матки в просвіт маткових труб вводять спеціальні трубні спіралі довжиною до 4 см)
  - експериментальний[1](через порожнину матки в просвіт маткових труб вводять спеціальні оклюзійні стенти)

Лише кліпсування труб або встановлення простих оклюзаторів в просвіт труб виявили ненадійсність, тому застосовуються рідко.

## Протипокази

### Хірургічна стерилізація
- Вагітність
- Гострі запальні гінекологічні захворювання; гострі венеричні захворювання
- Вагінальні кровотечі
- Ожиріння
- Цукровий діабет
- Порушення згортання крові
- Злукова хвороба очеревини
- Загальні протипокази до оперативних втручань

## Недоліки

### Медикаментозна контрацепція
- зміна гормонального статусу організму
- «медикаментозний аборт» викликає ендокринне навантаження
- необхідний періодичний медичний контроль
- потрібно дотримуватись постійного режиму приймання контрацептивів

### Хірургічне втручання
- операція незворотня
- збережено ризик захворіти: венеричним захворюванням, гінекологічними захворюваннями
- косметичний дефект на животі (при лапаротомній чи лапароскопічній операціях — залишаються рубці)
- рідко, можуть розвиватись пізні післяопераційні ускладнення

## Переваги

### Медикаментозна контрацепція
- не потрібно «розрізати» чи проникати в організм інструментально
- відміна прийому медикаментів дозволяє відновити функцію відтворення
- при деяких видах захворювань, терапія контрацептивами сприяє одужанню

### Хірургічне втручання
- не потрібно дотримуватись постійного режиму
- повна гарантія ефекту стерилізації

## Законодавство
УкраїнаГромадянам та гостям України стерилізація (і вазектомія) дозволяється за медичними показаннями, з 18 років. До 2017 року стерилізація недієздатної особи здійснювалась лише за згодою її опікуна, але цей пункт було виключено на підставі Закону № 2205-VIII від 14.11.2017.
ШвеціяГромадянам Швеції стерилізація (і вазектомія) дозволяється з 25 років. У 2012 році стерилізували 4800 громадян, більше 2/3 з них — жінки. Вартість стерилізації значно коливається, залежно від округів країни. У більшості округів вона становить 300 шведських крон. У 8 округах — 2400 крон, а на півдні країни — 13 200 крон.
БілорусьГромадянам та гостям Білорусі стерилізація (і вазектомія) дозволяється з 18 років. Станом на 2009 рік цей метод контрацепції в Білорусі малопопулярний. За 2008 рік в Мінській області вазектомія була проведена 2 рази.
РосіяГромадянам Росії стерилізація (і вазектомія) дозволяється тільки у віці старше 35 років або при наявності 2 дітей, а за наявності медичних показань та згоди громадянина — незалежно від віку та наявності дітей.
Велика БританіяКількість операцій з метою стерилізації, проведених у шпиталях Національної служби охорони здоров'я Великої Британії, приблизно 40,5 тисяч у 1997-98 роках, 8904 у 2012-13 роках.